# IC 2149
IC 2149 es una nebulosa planetaria situada en la constelación de Auriga al alcance de telescopios de aficionado. Su distancia se estima en 1,1 kiloparsecs (3600 años luz)
Visualmente se presenta con una magnitud aparente de 10,6 y un tamaño aparente de 12 segundos de arco, y como otros objetos de su tipo un filtro nebular resulta muy útil para facilitar su observación.
IC 2149 es una nebulosa planetaria de baja masa (0,03 masas solares) que parece haber sido producida por una estrella también poco masiva, y algunos autores creen que nuestro Sol al morir producirá una nebulosa planetaria similar a ella, aunque algo menor.